# Biatlon op de Olympische Jeugdwinterspelen 2012
Biatlon is een van de olympische sporten die beoefend werden tijdens de Olympische Jeugdwinterspelen 2012 in Innsbruck. De wedstrijden werden van 15 tot en met 19 januari gehouden in het nabijgelegen Seefeld. Er waren in het totaal zes onderdelen; de sprint en achtervolging voor zowel de jongens als de meisjes en een gemengde estafette. Tot slot was er nog een gemengde biatlon-langlauf-estafette.

## Deelnemers
De deelnemers moesten in 1994 of 1995 geboren zijn. Het maximale aantal deelnemers was door het IOC op 50 jongens en 50 meisjes vastgesteld. Per land mocht op elk onderdeel maximaal twee deelnemers starten. Het aantal deelnemers per land werd bepaald op basis van het landenklassement van de wereldbeker 2010/11. De beste 20 landen mochten twee deelnemers inschrijven, de landen op de plaatsen 21-30 één deelnemer. Op deze wijze wisten 33 verschillende landen zich te kwalificeren. Het land bepaald vervolgens zelf welke deelnemer(s) het inschreef.
Bij de gemengde biatlonestafette bestond een team uit twee jongens en twee meisjes uit hetzelfde land. Bij het gemengd biatlon-langlauf bestond elk team uit een mannelijke en vrouwelijke biatleet en een mannelijke en vrouwelijke langlaufer.

## Medailles

### Jongens
| Onderdeel             | Goud | Goud           | Zilver | Zilver      | Brons | Brons          |
| --------------------- | ---- | -------------- | ------ | ----------- | ----- | -------------- |
| sprint (7,5 km)       | CHN  | Cheng Fangming | EST    | René Zahkna | FRA   | Aristide Begue |
| achtervolging (10 km) | GER  | Niklas Homberg | EST    | René Zahkne | CHN   | Cheng Fangming |

### Meisjes
| Onderdeel              | Goud | Goud             | Zilver | Zilver              | Brons | Brons               |
| ---------------------- | ---- | ---------------- | ------ | ------------------- | ----- | ------------------- |
| sprint (6 km)          | GER  | Franziska Preuss | KAZ    | Galina Vishnevskaya | RUS   | Uliana Kaysheva     |
| achtervolging (7,5 km) | RUS  | Uliana Kaysheva  | GER    | Franziska Preuss    | KAZ   | Galina Vishnevskaya |

### Gemengd
| Onderdeel                   | Goud | Goud                                                                | Zilver | Zilver                                                               | Brons | Brons                                                      |
| --------------------------- | ---- | ------------------------------------------------------------------- | ------ | -------------------------------------------------------------------- | ----- | ---------------------------------------------------------- |
| biatlon-estafette           | GER  | Laura Hengelhaupt Niklas Homberg Maximilian Janke Franziska Preuss  | NOR    | Kristian Andre Aalerud Haakon Livik Karoline Naess Kristin Sandegger | FRA   | Aristide Begue Chloe Chevalier Fabien Claude Lea Ducordeau |
|                             |      |                                                                     |        |                                                                      |       |                                                            |
| biatlon- langlauf-estafette | GER  | Franziska Preuss Mamimilian Janke Victoria Carl Christian Stiebritz | RUS    | Ivan Galushkin Uliana Kaysheva Anastasia Sedova Alexander Selyaninov | USA   | Sean Doherty Anna Kubek Patrick Caldwell Heather Mooney    |

Alpineskiën · Biatlon · Bobsleeën · Curling · Freestyleskiën · IJshockey · Kunstrijden · Langlaufen · Noordse combinatie · Rodelen · Schaatsen · Schansspringen · Shorttrack · Skeleton · Snowboarden